# Republikeinse Kring
De Republikeinse Kring (CRK, voluit Cercle républicain - Republikeinse Kring - Republikanischer Kreis) is een Belgische drietalige republikeinse vereniging die zich naar eigen zeggen tot doel stelt de republikeinse waarden en de verschillende republikeinse staatsvormen te promoten met respect voor culturele specificiteiten.

## Geschiedenis
De vereniging, opgericht op 1 januari 2000, organiseert debatten, verspreidt informatie en levert sprekers aan conferenties. De aanleiding voor de oprichting werd gevormd door het huwelijk van prins Filip en prinses Mathilde in 1999. Enkele prominente leden zijn Claude Boumal, Nadia Geerts (voorzitster van 2000 tot 2010) en Philipp Bekaert (voorzitter in 2013), alle drie verbonden met de VUB-ULB. In 2011 telde de CRK 'een paar honderd leden'. Er zijn zowel Franstalige als Nederlandstalige leden en volgens Bekaert is met uitzondering van het Vlaams Belang vrijwel elke politieke partij vertegenwoordigd. De vereniging wil vooral uitdragen dat de monarchie een achterhaald en ondemocratisch instituut is. Zij spreekt zich niet uit over een mogelijke splitsing van België. Bekaert betoogde zelf dat België niet 'te complex' zou zijn en geen koning nodig zou hebben voor stabiliteit tussen de gemeenschappen, omdat Zwitserland, hoewel ook daar taalstrijd bestaat, met een lange republikeinse traditie dat ook niet nodig heeft.
In augustus 2000 riepen leden van de CRK op tot het heropenen van de discussie over de monarchie. Daarbij herinnerden ze onder meer aan de Koningskwestie en de moord op Julien Lahaut die tijdens de eedaflegging van Boudewijn op 11 augustus 1950 "Vive la république!" ("Leve de republiek!") zou hebben geroepen, hetgeen in 1993 door Jean-Pierre Van Rossem werd herhaald. Ze benadrukten dat 'de monarchie vandaag niet legitiemer is dan gisteren'.
Naar aanleiding van de uitbreiding van de Europese Unie op 1 mei 2004 hebben dertien republikeinse organisaties uit alle monarchieën van de EU een verzoekschrift aan het Europees Parlement gericht. De dertien organisaties vragen de afschaffing van de monarchie in de hele Europese Unie. Het verzoekschrift was een initiatief van de Belgische Republikeinse Kring (CRK). Voor Nederland werd het verzoekschrift ondertekend door het Nieuw Republikeins Genootschap.
De vereniging heeft een webstek, die echter sinds 2007 niet meer is bijgewerkt. Van 2003 tot 2007 werd door de vereniging jaarlijks een 'Prijs voor mondig republikeins burgerschap' en een 'prijs voor onderdanigheid aan zijne majesteit' uitgereikt. Ook hiervan is na 2007 niets meer gehoord.
| Mondige republikeinse burger - 2003: Frieda Brepoels - 2004: Peter Bate - 2005: Delphine Boël - 2006: Claude Semal - 2007: Bob Elbracht | Onderdaan zijner majesteit - 2003: Anne Quevrin - 2004: Francis Delpérée - 2005: ? - 2006: Philippe Moureaux - 2007: Armand De Decker |

De CRK voerde een studie uit naar hoe duur een republiek zou zijn in vergelijking met een monarchie en concludeerde dat Belgische burgers drie keer zo veel betalen voor hun koning als Duitsers voor de bondspresident en honderd keer zo veel als Zwitsers voor hun bondspresident. Hieruit concludeerde men dat het een 'fabel' is dat een republiek meer zou kosten dan een monarchie, zeker in het geval van een parlementaire republiek waarbij de president aangewezen wordt door het parlement (zoals in Duitsland, Israël en Italië) zonder dure rechtstreekse verkiezingen.
Sinds 2010 is de CRK lid van de Alliance of European Republican Movements (AERM). In maart 2013 organiseerde de CRK in Brussel de conventie van AERM.